# Johann Friedrich von Schulte
Johann Friedrich von Schulte (Winterberg, 23 aprile 1827 – Maia Alta, 19 dicembre 1914) è stato un giurista, politico e docente tedesco specializzato nel diritto canonico.
Dopo aver svolto il ruolo di uditore e referendario presso le corti d'appello di Arnsberg e Bonn, nel 1854 divenne docente privato all'Università di Bonn. Successivamente, insegnò anche all'Università di Praga (1855-1872) prima di fare ritorno Bonn (1873-1906) dove ottenne il titolo di professore emerito. Insegnò diritto ecclesiastico, storia del diritto tedesco, diritto privato tedesco e diritto commerciale. Durante il periodo trascorso a Praga, ricoprì anche il ruolo di "consigliere del concistoro arcivescovile e del tribunale matrimoniale". La sua produzione scientifica fu particolarmente prolifica nella seconda metà del XIX secolo.
In politica aderì al movimento dei "vecchi cattolici tedeschi", presiedendone i congressi, e tra il 1874 e il 1879 fu deputato del Reichstag per il partito nazionale-liberale.